# María Cristina Gálvez
María Cristina Gálvez López es una actriz de cine, teatro y televisión colombiana.

## Carrera
Tras terminar sus estudios secundarios, Gálvez viajó a México para estudiar bellas artes. Hija de Guillermo Gálvez Velandia, reconocido director de televisión y teatro colombiano y de la actriz Rebeca López, María Cristina debutó como actriz en un espacio humorístico llamado La comedia, dirigido por su padre. En 1973 integró el elenco de la comedia Los maridos engañan de siete a nueve, también dirigida por Guillermo Gálvez y protagonizada por María Eugenia Dávila y Ernesto Benjumea. Su primera experiencia en televisión llegó de la mano del programa de variedades Buenas noches domingo. Tras la muerte de su padre en 1975, Gálvez vivió algunos años en Venezuela, donde profundizó en sus estudios de actuación. En 1976 tuvo su primera experiencia en el cine, integrando el elenco de la película A mí qué me importa que explote Miami, protagonizada por el cubano Guillermo Álvarez Guedes y la española Blanca Estrada.
Tras su regreso a Colombia participó en la serie Amar y vivir, emitida entre 1988 y 1990. En 1990 fue seleccionada para interpretar el papel de Josefina en la película Confesión a Laura de Jaime Osorio. Ese mismo año encarnó a Juliana Altocopete en la serie de televisión N. N., papel protagónico que le valió el reconocimiento nacional. La serie, creada por Germán Escallón, contó con un elenco conformado por Jorge Herrera, Flor Vargas y el mencionado Escallón. Gálvez realizó el papel de Juliana en la serie hasta 1992. En 1994 integró el reparto de la serie Sueños y espejos y pasó el resto de la década actuando principalmente en producciones teatrales.
En 2001 interpretó el papel de Bertha de Fonseca en la producción para televisión Amantes del desierto y el de Merlina en Mi pequeña mamá en 2002. Mesa para tres (2004), La tormenta (2005) y Los protegidos (2008) fueron las siguientes apariciones en televisión para la actriz en la década de 2000. En 2010 integró el reparto de Chepe Fortuna bajo la dirección de Mario Ribero e interpretó a Carmen Uribe en Amor sincero, telenovela biográfica basada en la vida de la cantante de música popular colombiana Marbelle. En 2016 retornó al cine en la película de humor Agente Ñero Ñero 7, dirigida por Gabriel Casilimas y protagonizada por Gerly Hassam Gómez Parra.

## Filmografía

### Televisión
- Laura, la santa colombiana (2015)
- Manual para ser feliz (2014) — Helena
- Mujeres al limite (2010-2014) — Clarisa
- La playita (2014) — Marlén (Actuación especial)
- Decisiones extremas (2011)
- Chepe Fortuna (2010) —
- Amor sincero (2010) — Carmen Uribe
- Los protegidos (2008) — Araceli Mercado
- Decisiones (2006)
- Los Reyes (2005-2006) — Agustina de Echeverria vda. de Iriarte de las Casas
- La Tormenta (2005) — Remedios Segura de Camacho
- Mesa para tres (2004) — Victoria Brown
- Mi pequeña mamá (2002) — Merlina
- Amantes del desierto (2001) — Bertha de Fonseca
- Sueños y espejos (2001) —
- N. N. (1990) — Juliana Altocopete
- Amar y vivir (1988)

## Cine
- Agente Ñero Ñero (2016) — Yamile
- Confesión a Laura (1990) — Josefina
- Puerto amor (1990) —
- A mí qué me importa que explote Miami (1976)